# Pulo Meuria
Pulo Meuria is een bestuurslaag in het regentschap Aceh Utara van de provincie Atjeh, Indonesië. Pulo Meuria telt 416 inwoners (volkstelling 2010).